# Lunamatrona
Lunamatrona – miejscowość i gmina we Włoszech, w regionie Sardynia, w prowincji Sud Sardegna. Graniczy z Collinas, Pauli Arbarei, Sanluri, Siddi, Villamar i Villanovaforru.
Według danych na rok 2004 gminę zamieszkiwało 1858 osób, 92,9 os./km².